# Cetopsidium roae
Cetopsidium roae är en fiskart som beskrevs av Vari, Ferraris och De Pinna 2005. Cetopsidium roae ingår i släktet Cetopsidium och familjen Cetopsidae. Inga underarter finns listade i Catalogue of Life.